# Richard Dawkins
Richard Dawkins, właściwie Clinton Richard Dawkins (wym. [ˈɹɪt͡ʃəd ˈdɔːkɪnz]; ur. 26 marca 1941 w Nairobi w brytyjskiej Kolonii Kenii) – brytyjski zoolog, etolog, ewolucjonista i publicysta. Do końca 2008 był profesorem katedry Public Understanding of Science na Uniwersytecie Oksfordzkim.
Jest teoretykiem ewolucji biologicznej. W wydanej w 1976 książce Samolubny gen opisał koncepcję ewolucji, w której jednostką doboru naturalnego jest gen. Wprowadził tam również pojęcie memu oraz zainicjował powstanie memetyki. W 1982 w książce Fenotyp rozszerzony dowodził, że działanie fenotypu nie ogranicza się do ciała danego organizmu, ale rozciąga się na środowisko, włączając w to także ciała innych istot.
Jest antyteistą, działa w ruchu „The Brights”. Jest też inicjatorem akcji Out Campaign. Jest krytykiem religii instytucjonalnej, zwłaszcza chrześcijaństwa, judaizmu i islamu. Krytykuje religię jako „niebezpieczny nonsens, który uczy wrogości wobec innych ludzi”. Po zamachach na World Trade Center i Pentagon wezwał do ostrzejszej krytyki światopoglądów religijnych: „Skończmy wreszcie z tym cholernym szacunkiem!”. Niektórzy nazywają Thomasa Aikenheada proto-Richardem Dawkinsem.
Dawkins krytykuje również kreacjonizm, wiarę w zjawiska nadnaturalne i tzw. medycynę alternatywną. Wspiera Great Ape Project – ruch, który wyznaczył sobie za cel wywalczenie niektórych praw dla wszystkich hominidów.
Jest doktorem honoris causa uniwersytetów: Westminster, Durham, Hull i Walencji oraz laureatem l Nagrody Literackiej „Los Angeles Times” (1987) oraz Srebrnego Medalu Londyńskiego Towarzystwa Zoologicznego (1989). Czasopismo „Prospect” umieściło go na trzecim miejscu na liście najwybitniejszych współczesnych intelektualistów znanych szerokiej publiczności (wyprzedzili go Noam Chomsky i Umberto Eco).

## Życiorys

### Pochodzenie i dzieciństwo
Jego rodzice pochodzili z bogatych rodzin wyższej klasy średniej. Nazwisko Dawkins jest wymienione w spisie szlachty: Burke’s Landed Gentry jako „Dawkins z Over Norton”. Jego ojciec, Clinton John Dawkins, był weteranem zmobilizowanym ze służby kolonialnej w Niasie (obecnie Malawi) oraz farmerem. Jego matką była Jean Mary Vyvyan Dawkins, z domu Ladner. Oboje interesowali się naukami ścisłymi i na pytania młodego Richarda odpowiadali używając pojęć naukowych.
Dawkins opisuje swoje dzieciństwo jako „normalne anglikańskie wychowanie”, ale, jak mówi, w istnienie boga przestał wierzyć w wieku około dziewięciu lat. Później nawrócił się, przekonany argumentem z projektu, uznającym istnienie boga lub stworzyciela jako wynikającego z widocznego w przyrodzie porządku, celu, przeznaczenia lub projektu. Nauki Kościoła anglikańskiego uważał jednak za absurdalne i mające więcej wspólnego z narzucaniem moralności niż z bogiem. Kiedy lepiej zrozumiał ewolucję, w wieku 16 lat ponownie został ateistą, przekonany, że teoria ewolucji jest w stanie wytłumaczyć złożoność życia w całkowicie materialistycznych kategoriach, tak więc domniemany projektant nie był już potrzebny.

### Edukacja i kariera akademicka
Dawkinsowie przenieśli się do Anglii, kiedy Richard miał osiem lat. Wstąpił wtedy do Oundle School, do której uczęszczał w latach 1954–1959. Później studiował zoologię w Balliol College na Uniwersytecie Oksfordzkim. Jego promotorem był noblista, etolog Nikolaas Tinbergen. Studia ukończył w 1962. W 1966 otrzymał tytuły Master of Arts i Doctor of Philosophy (Ph.D.). W latach 1965–1967 był asystentem Tinbergena. W 1989 został uhonorowany tytułem Doctor of Science w Oksfordzie.
W latach 1967–1969 był profesorem zoologii na Uniwersytecie Kalifornijskim w Berkeley. W 1970 został mianowany wykładowcą, a w 1990 docentem zoologii na Uniwersytecie Oksfordzkim. W 1995 otrzymał profesurę w katedrze Public Understanding of Science, ufundowanej przez Charlesa Simonyi w celu popularyzacji nauki. We wrześniu 2008 osiągnął uniwersytecki wiek emerytalny i musiał opuścić katedrę, jego miejsce zajął Marcus du Sautoy. Pozostaje jednak członkiem New College w Oksfordzie i prowadzi wykłady.
Wygłosił szereg przemówień inauguracyjnych i innych wykładów. Napisał wiele publikacji, brał także udział w tworzeniu Encarta Encyclopedia i Encyclopedia of Evolution. Jest redaktorem i ma stały dział w wydawanym przez Council for Secular Humanism dwumiesięczniku Free Inquiry, jest też członkiem Committee for the Scientific Investigation of Claims of the Paranormal (obecnie Committee for Skeptical Inquiry).

### Życie osobiste
W 1967 ożenił się z Marian Stamp. Rozwiódł się w 1984 i w tym samym roku ożenił się z Eve Barham, z którą ma córkę Juliet Emmę Dawkins. Po kolejnym rozwodzie, w 1992 ożenił się z aktorką Lallą Ward. Poznał ją dzięki wspólnemu przyjacielowi Douglasowi Adamsowi, pracującemu niegdyś z Ward nad serialem SF produkcji BBC Doktor Who. W 2008 Dawkins zagrał gościnnie w 4 serii tego przywróconego w 2005 roku serialu, w odcinku Skradziona Ziemia. Ward zilustrowała ponad połowę książek Dawkinsa i wzięła udział w narracji wersji audio dwóch jego książek. Ich małżeństwo trwało 24 lata i zakończyło się rozwodem w 2016. W 1999 druga była żona Dawkinsa (Eve Barham) zmarła na raka.

## Badania naukowe

### Biologia ewolucyjna
W działalności naukowej najbardziej znany jest z popularyzacji teorii ewolucji i rozumienia jej jako doboru naturalnego przebiegającego na poziomie genów. Pogląd ten przedstawiony jest w jego książce Samolubny gen, gdzie Dawkins zauważa, że „życie ewoluuje dzięki zróżnicowanej przeżywalności replikujących się jednostek”, oraz w późniejszej Fenotyp rozszerzony, w której dobór naturalny opisuje jako wzajemny wpływ mnożących się replikatorów. Jako etolog bada związek zachowania zwierząt z doborem naturalnym i broni idei, że to gen jest podstawową jednostką doboru w ewolucji.
Jest sceptyczny wobec koncepcji procesów ewolucyjnych niemających znaczenia przystosowawczego oraz doboru naturalnego przebiegającego na „wyższych” poziomach (takich jak osobnik czy gatunek). Krytykuje koncepcję doboru grupowego. Według Dawkinsa zasadniczą i jedyną jednostką ewolucji jest gen. Pozwala to wyjaśnić paradoksalne z pozoru zjawisko altruizmu, trudne do zrozumienia, ponieważ pochłania cenne zasoby energii i nie przynosi osobnikowi żadnych bezpośrednich korzyści. Poprzednio tłumaczono je doborem grupowym: jako działanie dla dobra gatunku lub przetrwania populacji. William Donald Hamilton dokonał analizy zachowań altruistycznych w kategoriach dostosowania łącznego (inclusive fitness) i doboru krewniaczego jako działania na rzecz spokrewnionych, czyli mających wiele identycznych genów osobników. Praca ta miała wielki wpływ na koncepcje Dawkinsa, który zaprzyjaźnił się z autorem (po śmierci Hamiltona w 2000 Dawkins napisał mu nekrolog i zorganizował świecki pochówek). Do podobnych wniosków doszedł Robert Trivers, autor koncepcji odwzajemnionego altruizmu, w której pomaganie innym przynosi korzyści w postaci oczekiwanej wzajemności.
Krytycy podejścia Dawkinsa zauważają, że uznanie genu za jednostkę doboru – sukcesu lub porażki w procesie reprodukcji – jest mylące i właściwiej jest opisać gen jako jednostkę ewolucji – długotrwałych zmian częstości występowania alleli w populacji. Innym częstym zastrzeżeniem jest to, że gen nie jest w stanie samodzielnie przetrwać, ale musi współpracować, tworząc organizmy będące dla niego „maszynami przetrwania”, więc nie może być traktowany jako niezależna jednostka. Odpowiadając na te zastrzeżenia, Dawkins pisze, że używa zaproponowanej przez George’a C. Williamsa definicji genu, w której gen jest jednostką podlegającą procesom oddzielenia i rekombinacji z zauważalną częstością. W książce Fenotyp rozszerzony stwierdza, że z powodu rekombinacji genetycznej i rozmnażania płciowego, z „punktu widzenia” pojedynczego genu wszystkie pozostałe geny są częścią środowiska, do którego jest on przystosowany. Rekombinacja jest procesem przebiegającym podczas mejozy, kiedy pary chromosomów krzyżują się, wymieniając pomiędzy sobą odcinki DNA. Te właśnie sekcje Dawkins i Williams uważają za „geny”.
Zwolennicy wyższych poziomów doboru, tacy jak Richard Lewontin, Sloan Wilson i Elliot Sober, sądzą, że istnieje wiele zjawisk (m.in. altruizm), których dobór genowy nie jest w stanie wystarczająco wyjaśnić.
W sporach o właściwe rozumienie mechanizmów ewolucji (tzw. „wojnach darwinowskich”) stronnictwa często nazywane są od nazwisk najważniejszych zwolenników, którymi są Dawkins i Stephen Jay Gould. Rozbieżność ich poglądów nie skutkuje jednak wrogimi relacjami; Dawkins zadedykował np. Gouldowi część swojej książki Kapłan diabła. Naukowy spór obu dyskutantów dotyczy także socjobiologii i psychologii ewolucyjnej. Przykładem stanowiska Dawkinsa jest krytyka książki Not in Our Genes (Rose, Kamin, Lewontin). Innymi badaczami zajmującymi podobne co Dawkins stanowisko są Steven Pinker i Daniel Dennett, który broni redukcjonizmu w biologii.

### Memetyka
W 1976 w książce Samolubny gen Dawkins wprowadził koncepcję memu. Jest to kulturowy odpowiednik genu – umożliwia zastosowanie zasad darwinizmu w wyjaśnianiu rozprzestrzeniania się idei i zjawisk kulturowych. Według niego pojęcie to oznaczało każde zjawisko kulturowe podlegające procesom przekazywania i powtórzenia przez ludzi będących ich „maszynami przetrwania”, czyli replikatorami. Proces powtarzania, będący odpowiednikiem kopiowania genów, również nie jest absolutnie dokładny, może zawierać błędy, uproszczenia, wpływ lub połączenia z innymi ideami. Prowadzi to do powstania zmienionych lub nowych memów o odmiennej przeżywalności niż pierwowzór. Idea ewolucjonizmu kulturowego, gdzie jednostką analizy jest mem, jest analogiczna do teorii ewolucji biologicznej opartej na genach i została nazwana memetyką. Jej rozwojem zajęli się inni badacze, np. Susan Blackmore.
Choć Dawkins sam wymyślił pojęcie memu, nigdy nie twierdził, że idea jest całkowicie nowa – w przeszłości istniały już podobne wyrażenia na zbliżone idee. John Laurent w The Journal of Memetics zasugerował, że słowo „mem” może mieć źródło w twórczości mało znanego niemieckiego biologa Richarda Semona, który w 1904 opublikował książkę Die Mneme (angielskie tłumaczenie ukazało się w 1924 pod tytułem The Mneme). Omawia w niej kulturowy przekaz doświadczeń, co jest bardzo podobne do tego, o czym pisał Dawkins. Laurent odkrył również, że podobne pojęcie memu użyte zostało przez Maurice’a Maeterlincka w książce The Life of the White Ant z 1926.

## Walka z pseudonauką

### Walka z kreacjonizmem biologicznym
Dawkins jest znanym krytykiem kreacjonizmu. Opisuje go jako „absurdalną, odmóżdżającą bzdurę”. W książce Ślepy zegarmistrz przeprowadza krytykę dowodu XVIII-wiecznego teologa Williama Paleya, przedstawionego w jego książce Natural Theology, tzw. argumentu z projektu. Paley dowodzi, jakoby to, co widzimy było zbyt skomplikowane i zbyt dobrze działające, by mogło być powołane do istnienia jedynie przez przypadek, tak więc wszystkie żywe istoty z ich złożonością musiały zostać zaprojektowane. Jednakże według Dawkinsa dobór naturalny – nieświadomy, automatyczny, ślepy, pozbawiony celu – może wyjaśnić powstanie wszystkich istot żywych bez żadnego uprzedniego projektu.
W 1986 Dawkins wziął udział w Oxford Union’s Huxley Memorial Debate, w której uczestniczyli m.in. John Maynard Smith, A. E. Wilder-Smith i Edgar Andrews, przewodniczący Biblical Creation Society. Zgodnie z radą, jakiej udzielił mu jego kolega Stephen Jay Gould, odmawia udziału w oficjalnych dyskusjach z kreacjonistami, ponieważ przydałoby im to publicznego prestiżu, na który nie zasługują. Uważa, że kreacjoniści nie przejmują się przegraną na argumenty, a to, czego pragną, to udział w publicznej dyskusji na równi z naukowcami.
W grudniu 2004 podczas wywiadu z Billem Moyersem powiedział: „Wszystko należy badać krytycznie (...), ale błędem jest mówienie o ewolucji tak, jakby była bardziej wątpliwa niż inne rzeczy. (...) Wśród rzeczy, które nauka wie, ewolucja jest mniej więcej tak pewna jak wszystko, co wiemy”. Kiedy Moyers zapytał go, czy ewolucja jest „teorią, a nie faktem”, Dawkins odpowiedział: „Ewolucję zaobserwowano. Po prostu nie zaobserwowano jej w momencie, gdy się dzieje”. Dodał: „to jak z detektywem, który natknął się na morderstwo, ale przyszedł, gdy już się wydarzyło. Ten detektyw oczywiście nie był świadkiem morderstwa. Ale to co widzi, to mnóstwo poszlak. W tej sytuacji jest każdy detektyw...”.
Walczy z ideą nauczania kreacjonizmu w szkołach zamiast lub obok teorii ewolucji, uważając, że nie jest to koncepcja naukowa, ale religijna. Krytykuje brytyjską organizację Truth in Science, która propaguje uczenie kreacjonizmu w szkołach publicznych i ma zamiar – za pośrednictwem RDF – sponsorować materiały edukacyjne dla szkół w celu przeciwdziałania temu, co określił jako „skandal edukacyjny”.
Teolog Alister McGrath oraz Magazyn „Discover” (nawiązując do przydomka Thomasa Henry’ego Huxleya – „buldog Darwina”) nazwali Dawkinsa „rottweilerem Darwina” – ze względu na styl obrony teorii ewolucji.
We wrześniu 2009, 150 lat po wydaniu O powstawaniu gatunków Charlesa Darwina, Dawkins opublikował książkę Najwspanialsze widowisko świata. Świadectwa ewolucji, której tematem są empiryczne dowody ewolucji.

### Pozostała działalność
Dawkins jest też krytykiem medycyny alternatywnej. Napisał przedmowę do książki Johna Diamonda Snake Oil przedstawiającej medycynę alternatywną jako szkodliwą: odciągającą chorych od prawdziwej medycyny i dającą złudne nadzieje. Według Dawkinsa „nie istnieje alternatywna medycyna. Jest tylko medycyna, która działa i medycyna, która nie działa”.
W filmie dokumentalnym The Enemies of Reason analizuje niebezpieczeństwo porzucenia krytycyzmu i racjonalizmu opartego na naukowych dowodach. Szczególnie odnosi się do astrologii, spirytualizmu, różdżkarstwa, alternatywnej medycyny i homeopatii. Zauważa, że Internet może służyć za środek propagowania nienawiści religijnej i teorii spiskowych.
W książce Rozplatanie tęczy poddaje krytyce twierdzenie Keatsa, jakoby Newton, wyjaśniając zjawisko tęczy, pozbawił je uroku. Według Dawkinsa jest wręcz przeciwnie: głęboka otchłań kosmosu czy światy odkrywane przy pomocy mikroskopu mają więcej piękna niż mitologia czy pseudonauka.
Aktywnie uczestniczy w życiu społecznym, regularnie komentując aktualne wydarzenia w prasie i na blogach. Wiele z nich umieszczono w antologii A Devil’s Chaplain (wyd. polskie: Kapłan diabła), zawierającej teksty o nauce, religii i polityce.

## Krytyka religii i wiary w Boga

### Ateizm, agnostycyzm, sceptycyzm i humanizm

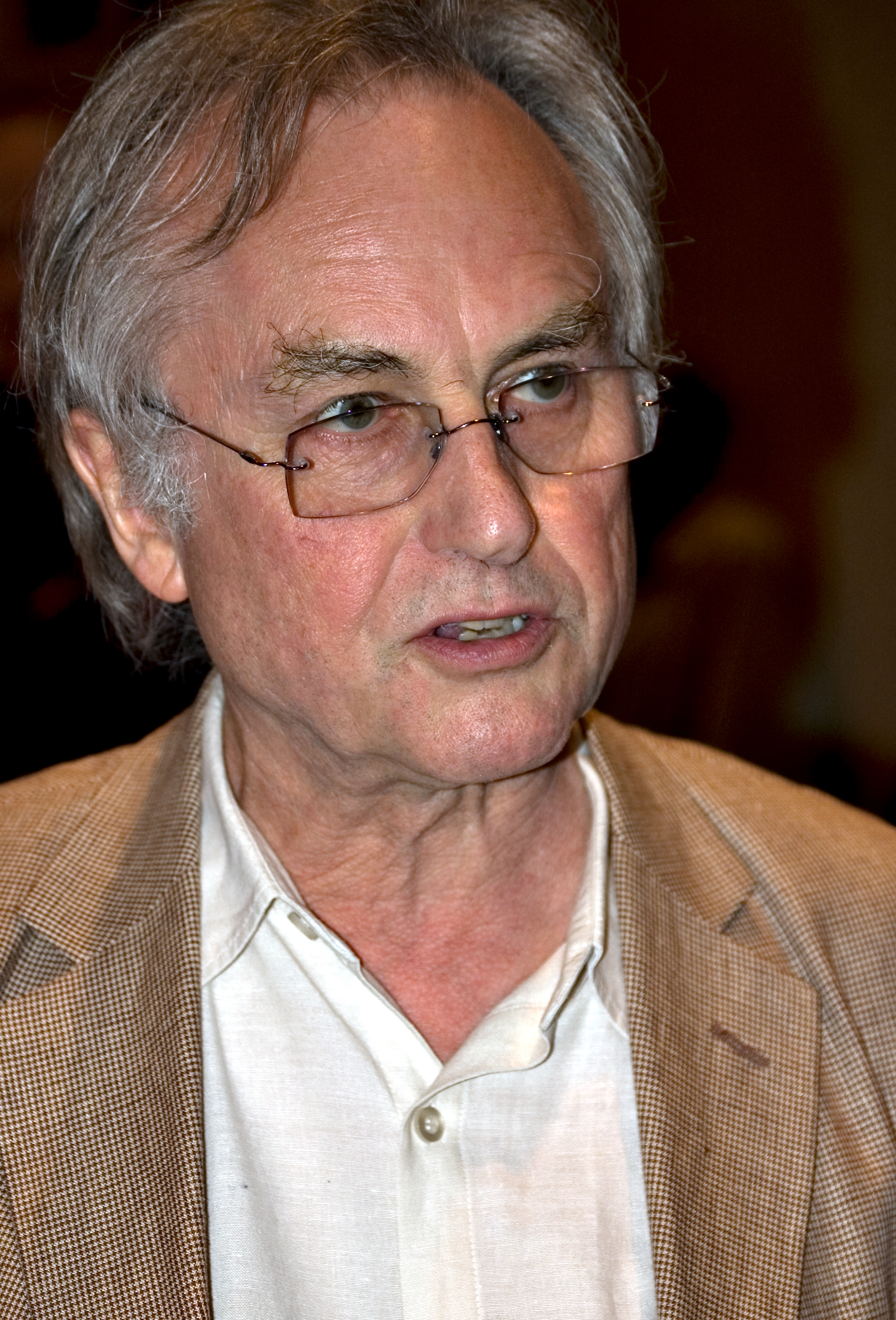
Richard Dawkins podczas wykładu na temat swojej książki Bóg urojony (Reykjavík, 24 czerwca 2006)

Dawkins jest zadeklarowanym ateistą i krytykiem religii. Należy do National Secular Society i Humanist Society of Scotland. Od 1996 jest wiceprezydentem British Humanist Association. Od International Academy of Humanism otrzymał tytuł „Humanist Laureate”. W 2003 podpisał manifest Humanism and Its Aspirations, opublikowany przez American Humanist Association.
Znany jest z krytyki wobec zarówno religijnych ekstremistów, takich jak muzułmańscy terroryści czy chrześcijańscy fundamentaliści, jak i zwolenników umiarkowanych odłamów religii, a także wierzących naukowców (np. biolog Kenneth Miller, teolog Alister McGrath czy były biskup Oksfordu Richard Harries). Jest ważnym uczestnikiem publicznej debaty dotyczącej relacji pomiędzy nauką a religią, szczególnie po ukazaniu się książki Bóg urojony.
Jest przekonany, że ateizm jest logiczną konsekwencją zrozumienia ewolucji, a religii nie można pogodzić z nauką. W książce Ślepy zegarmistrz pisze:

Przed Darwinem ateista mógł więc tylko powiedzieć w ślad za Hume’em: „Nie umiem wyjaśnić złożoności obiektów biologicznych. Wiem tylko, że Bóg nie stanowi dobrego wyjaśnienia. Musimy więc czekać w nadziei, że ktoś wpadnie na jakiś lepszy pomysł” [...]. Chociaż więc, logicznie rzecz biorąc, można było być ateistą już przed Darwinem, dopiero Darwin sprawił, że ateizm jest w pełni satysfakcjonujący intelektualnie.

W eseju Wirusy umysłu z 1991 (gdzie po raz pierwszy użył pojęcia „zarażonego wiarą” – faith-sufferer) napisał, że teoria memetyki może posłużyć do analizy i wyjaśnienia zjawiska wierzeń religijnych i pewnych cech powszechnie występujących w religiach, jak np. przekonanie o karze, jaka czeka niewiernych. Według Dawkinsa wiara, będąc stanowczym przekonaniem, które w żaden sposób nie jest oparte na dowodach, jest jednym z największych zagrożeń dla współczesnej cywilizacji.
Po atakach 11 września zapytany, jak świat mógł się zmienić odpowiedział:

Wielu z nas widziało religię jako nieszkodliwy zabobon. Wierzenia religijne były wprawdzie pozbawione jakichkolwiek wspierających je dowodów, ale uważaliśmy, że skoro ludzie potrzebowali takiej protezy dla pocieszenia, to gdzie tu jest krzywda? 11 września zmienił to wszystko. Ujawnił, że wierzenia religijne nie są nieszkodliwym zabobonem, że mogą być śmiertelnie niebezpiecznym zabobonem. Niebezpiecznym, ponieważ daje ludziom niezachwianą pewność co do własnych racji. Niebezpiecznym, ponieważ daje im odwagę, by zabijać siebie, co automatycznie usuwa naturalną przeszkodę w zabijaniu innych. Niebezpiecznym dlatego, że uczy wrogości wobec innych ludzi tylko dlatego, że odziedziczyli inny rodzaj duchowej tradycji. I niebezpiecznym również dlatego, że wszyscy uznaliśmy, że religii należy się ten bezwarunkowy i wyjątkowy dla religii szacunek zwalniający ją od normalnego krytycyzmu. Skończmy wreszcie z tym cholernym szacunkiem!

W styczniu 2006 Dawkins przedstawił negatywny wpływ religii na społeczeństwo w dwuczęściowym programie dokumentalnym „The Root of All Evil?”. Tytuł był wybrany przez producenta, a Dawkins wielokrotnie wyrażał niezadowolenie z tego powodu.
W 2006 napisał książkę pt. Bóg urojony (The God Delusion), w której twierdzi, że nie ma żadnych przesłanek, by uznać za wiarygodną teorię nadnaturalnego stworzyciela, a wierzenia religijne mają charakter zbiorowego urojenia, czyli trwałych i błędnych przekonań utrzymujących się nawet w obliczu oczywistych, zaprzeczających im dowodów. Jak stwierdził, wydanie Boga urojonego jest prawdopodobnie kulminacją jego krytyki wobec religii. Do listopada 2007 r. angielskie wydanie osiągnęło nakład 1,5 miliona egzemplarzy i zostało przetłumaczone na 31 języków, co czyni ją jego najbardziej popularną książką. Ten sukces wydawniczy jest czasem uważany za wyznacznik zmiany współczesnego ducha czasów (Zeitgeist), zasadniczy element obecnego wzrostu popularności literatury ateistycznej.
W lutym 2012 w rozmowie z anglikańskim arcybiskupem Rowanem Williamsem przyznał, że nie jest do końca pewny, że Bóg nie istnieje. Powiedział, że jest raczej agnostykiem niż ateistą. Stwierdził też, że żadna religia nie ma monopolu na pełnię prawdy o Stwórcy, jeśli takowy istnieje. Jego poszukiwanie Istoty Najwyższej nie jest związane z żadnym systemem religijnym. Przyznał też, że: „Agnostyk uważa, że niemożliwe jest poznanie prawdy w sprawach istnienia Boga, życia wiecznego i innych nadprzyrodzonych pojęć i zjawisk, ale nie wyklucza w zasadzie możliwości istnienia istot boskich, ale odrzucił możliwość udowodnienia prawdziwości lub fałszywości tych podmiotów w sposób racjonalny. Dlatego agnostyk może wierzyć w Boga, ale nie może być zobowiązany do dogmatycznych religii jak chrześcijaństwo, judaizm, czy islam”.
Dawkins uważa edukację za podstawowe narzędzie w zwalczaniu religijnych dogmatów i indoktrynacji. Dotyczy to także zwalczania niektórych stereotypów, dlatego przyswoił termin „bright”, jako sposób stworzenia pozytywnego wizerunku ludzi mających naturalistyczny światopogląd. Jak zauważa, podobny sukces osiągnęły feministki w wyzwoleniu języka z szowinistycznych stereotypów. Stwierdza również, że takie sformułowania jak dziecko katolickie czy dziecko islamskie powinny zostać uznane za społeczny absurd, tak jak np. dziecko marksistowskie, bo dzieci nie powinny być segregowane według religijnych przekonań rodziców.
Pomimo surowej krytyki chrześcijaństwa Dawkins opisuje siebie jako „kulturowego chrześcijanina”. Odnośnie do tradycji bożonarodzeniowej w Wielkiej Brytanii pisze: „nie należę do tych, którzy chcieliby oczyścić nasze społeczeństwo z naszej chrześcijańskiej historii. Jeśli w ogóle istnieje takie zagrożenie to, jak sądzę, jego źródłem są konkurencyjne religie, a nie ateiści”. Napisał też, że „jesteśmy winni Jezusowi oddzielenie jego prawdziwie oryginalnej i radykalnej etyki od tego nadnaturalnego nonsensu, za którym w sposób nieunikniony opowiadał się jako człowiek swojej epoki” i zaproponował hasło „Ateiści dla Jezusa”.

### Recepcja i krytyka
Krytycy programu „The Root of All Evil?” wytknęli mu, że w filmie zbyt wiele uwagi poświęca się marginalnym postaciom i ekstremistom, a konfrontacyjny styl niepotrzebnie zaostrzył jego wymowę. Dawkins odrzuca te twierdzenia, mówiąc, że wystarczająco duża liczba umiarkowanych przedstawicieli religii pojawia się w mediach każdego dnia i to zapewnia odpowiednią przeciwwagę dla ekstremistów, których on przedstawił. Zauważa również, że ktoś, kto ma opinię ekstremisty w umiarkowanym religijnie kraju, w innym, konserwatywnym religijnie kraju, mógłby należeć do głównego nurtu. Niewłączone do programu rozmowy z prof. McGrathem i biskupem Harrisem zostały przez RDF udostępnione online.
Książka Bóg urojony została pozytywnie oceniona m.in. przez noblistę, chemika sir Harolda Kroto, psychologa Stevena Pinkera i noblistę, biologa Jamesa D. Watsona.
Oksfordzki teolog Alister McGrath twierdzi, że Dawkins nie zna się na teologii chrześcijańskiej i dlatego nie jest w stanie inteligentnie połączyć ze sobą religii i wiary. W odpowiedzi Dawkins pyta „czy musisz poczytać o skrzatologii, żeby nie wierzyć w skrzaty (w oryginale: leprechauny)?”, a w wydaniu w miękkiej oprawie Boga urojonego odnosi się do amerykańskiego biologa P.Z. Myersa, który żartował z tego sposobu argumentacji, nazywając to „Odpowiedzią dworzanina” („Courtier’s reply”). Dawkins uznaje, że chrześcijańska teologia jest pusta i jedyną dziedziną, która mogłaby przyciągnąć jego uwagę są dowody na istnienie Boga. Krytykuje McGratha za całkowity brak argumentów na poparcie swoich wierzeń poza samym stwierdzeniem, że nie można udowodnić, że są błędne. Dawkins i McGrath wzięli udział także w debacie w 2007 na Sunday Times Literary Festival.
Inny chrześcijański filozof, Keith Ward, zajmował się podobną tematyką w wydanej w 2006 książce Is Religion Dangerous?, atakując tezy Dawkinsa i innych, którzy widzą zagrożenie w religii. Bóg urojony był również krytykowany przez filozofa Johna Cottinghama z University of Reading. Niektórzy komentatorzy, jak np. etyk Margaret Somerville, twierdzą, że atak na religię przeprowadzony przez Dawkinsa jest stanowczo przesadzony i zapewniają, że trwające na świecie konflikty i tak miałyby miejsce bez religii, z powodów ekonomicznych i sporów terytorialnych. Jednakże obrońcy Dawkinsa twierdzą, że taka argumentacja dowodzi tylko kompletnego niezrozumienia tego, co Dawkins napisał. W czasie debaty w Radio 3 Hong Kong pisarz David Nichols, przewodniczący Atheist Foundation of Australia, stwierdził, że Dawkins nie dowodził wcale tego, iż religia jest źródłem całego zła, tylko pisał, że jest „niepotrzebną częścią tego, co jest złe”. Sam Dawkins powiedział, że jego zastrzeżenia wobec religii nie biorą się z tego tylko, że jest przyczyną wojen i przemocy, ale mają źródło także w fakcie, iż religia daje ludziom wymówkę, by trwać przy przekonaniach nie opartych na żadnych dowodach.
Carson Holloway w National Review Online twierdzi, że Dawkins angażuje się w „nieodpowiedzialny i nieracjonalny dogmatyzm”, wypowiadając się na tematy leżące poza zasięgiem nauki, a jego zaprzeczenie idei pełnego znaczenia wszechświata wynika z dogmatycznej wrogości wobec tych, którzy widzą cel w samym wszechświecie. Dawkins nie zgadza się z koncepcją Goulda „non-overlapping magisteria” (NOMA) i podobnymi koncepcjami proponowanymi przez angielskiego astrofizyka Martina Reesa, uznającego bezkonfliktowe współistnienie nauki i religii, określając to jako „czysto polityczną zagrywkę w celu przyciągnięcia umiarkowanych religijnie ludzi do obozu nauki”.
Rees uważa, że ten zasadniczy atak na całą religię w niczym nie pomaga. Robert Winston obawia się, że przez Dawkinsa nauka traci szacunek. Odnosząc się do twierdzenia Reesa Dawkins pyta: „jaką znajomość przedmiotu mogą zaoferować teologowie, gdy chodzi o podstawowe kwestie kosmologiczne, której nie mieliby naukowcy?”. Ponadto pisze: „istnieje diametralna różnica pomiędzy przekonaniem, którego można bronić, odwołując się do dowodów i logiki, a przekonaniem nie wspartym na niczym poza tradycją, autorytetem lub objawieniem”. Jest dla niego zagadką, jak można być naukowcem i zachować religijność.
Terry Eagleton, w zamieszczonej w „London Review of Books” recenzji „Boga urojonego”, pisze o Dawkinsie, że od czasów Bertranda Russella nie było nikogo, kto bardziej zasługiwałby na określenie „zawodowy ateista” Porównano go też do niemieckiego biologa Ernsta Haeckela.

### Out Campaign
W 2007 zainicjował Out Campaign, akcję mającą zachęcić ateistów do publicznej deklaracji swoich poglądów. Zainspirowany ruchami na rzecz praw gejów ma nadzieję, że ateiści, poprzez zwrócenie uwagi na liczbę ateistów i przedstawienie się jako zwykli ludzie z inną interpretacją powstania kosmosu, pomogą w ten sposób obalić stereotypy i zmniejszyć uprzedzenia wśród religijnej większości. Symbolem ruchu jest stylizowana litera „A”, nazwana „Szkarłatne A”, co jest ironicznym odniesieniem do Szkarłatnej litery Nathaniela Hawthorne’a.

### Richard Dawkins Foundation
W 2006 powołał Richard Dawkins Foundation for Reason and Science (RDFRS), w celu promocji racjonalizmu i humanizmu. Obecnie fundacja jest w fazie rozwoju, otrzymała status organizacji charytatywnej w Wielkiej Brytanii i USA. RDFRS planuje psychologiczne badania wierzeń religijnych i religii, sponsorowanie naukowych projektów edukacyjnych oraz wspieranie świeckich organizacji charytatywnych. Fundacją zarządzają Dawkins, J. Anderson Thomson Jr., Claire Enders, Todd Stiefel i Greg R. Langer.

## Poglądy etyczne i kontrowersje
Richard Dawkins wspiera „Great Ape Project” – ruch, który wyznaczył sobie za cel wywalczenie pewnych praw dla wszystkich człowiekowatych. Jest autorem rozdziału „Gaps in Mind” w redagowanej przez Paolę Cavalieri oraz Petera Singera książce Great Ape Project.
Dawkins wyrażał zaniepokojenie groźbą przeludnienia. W książce Samolubny gen przelotnie dotyka tego tematu, przytaczając jako przykład obszar Ameryki Łacińskiej, gdzie populacja – w czasie, kiedy książka była pisana – podwajała się co 40 lat. Krytykuje podejście do planowania rodziny i kontroli populacji prezentowane przez Kościół rzymskokatolicki, twierdząc, że jeśli przywódcy wzbraniają właściwej prewencji, zabraniając antykoncepcji i „głoszą wyższość «naturalnych» metod ograniczania populacji”, to rzeczywiście takie „naturalne metody” zadziałają w postaci klęski głodu.
13 marca 2013 Dawkins napisał na Twitterze: „W granicach znaczeniowych słowa «człowiek», odnoszących się do kwestii moralności aborcji, każdy płód jest w mniejszym stopniu człowiekiem niż dorosła świnia”. W 2014 na Twitterze napisał, że w sytuacji, gdy możliwe jest wykonanie aborcji, rodzenie dziecka z zespołem Downa jest niemoralne.

## Nagrody i wyróżnienia
Dawkins otrzymał doktoraty honoris causa od University of Westminster, University of Durham, University of Hull, Open University i Vrije Universiteit w Brukseli, University of St Andrews, Australian National University. Od 1970 jest członkiem (ang. fellow) towarzystwa naukowego w New College w Oksfordzie, Royal Society of Literature od 1997 i Royal Society od 2001.

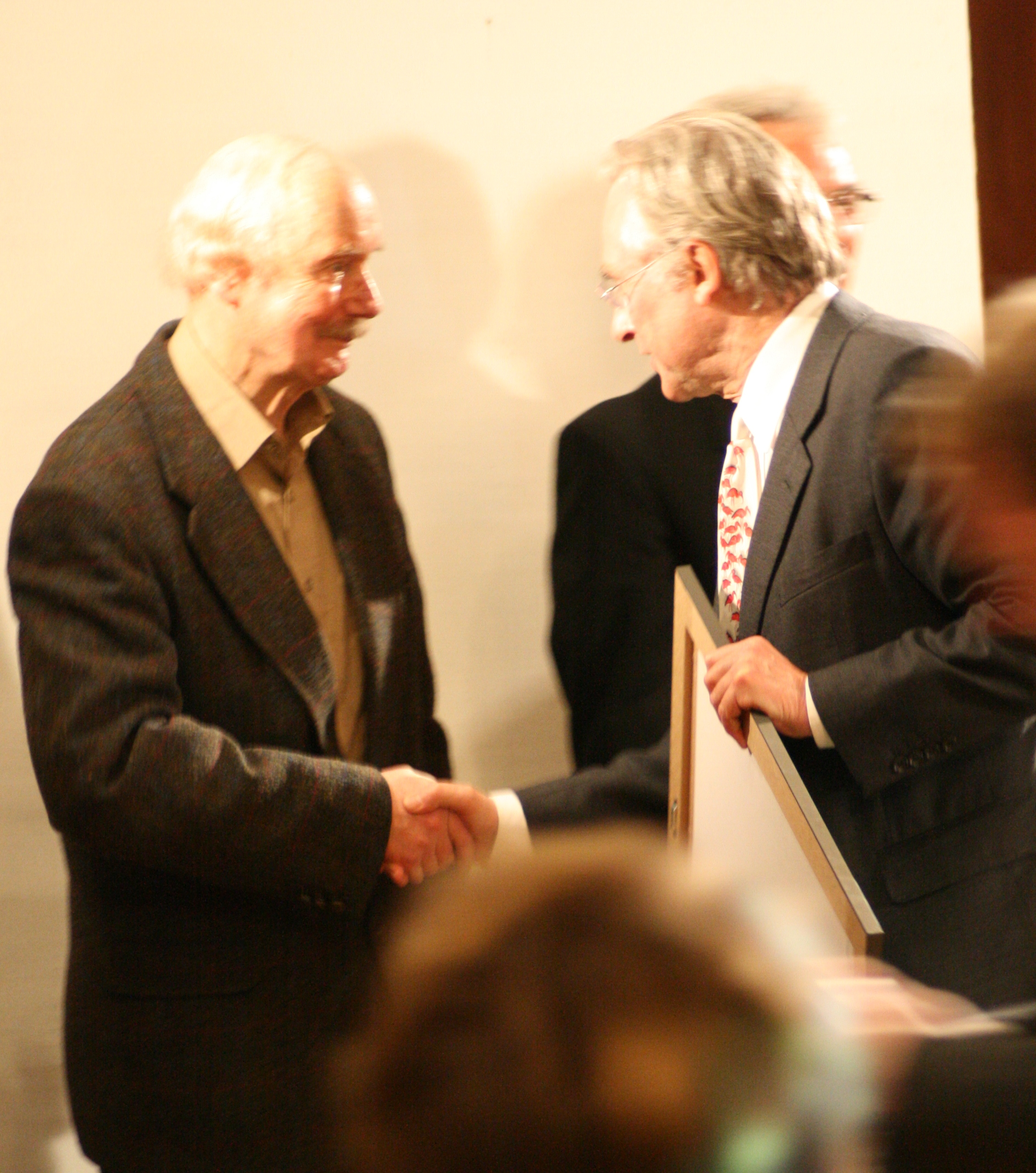
Frankfurt nad Menem, 12 października 2007. Dawkins (po prawej) otrzymuje z rąk Karlheinza Deschnera Deschner Prize.

W 1987 otrzymał nagrody Royal Society of Literature i „Los Angeles Times” Literary Prize za książkę Ślepy zegarmistrz, za film o tym samym tytule wyprodukowany dla BBC Horizon Programme dostał Sci. Tech Prize for Best Television Documentary Science Programme of the Year.
Inne nagrody to:
- Srebrny Medal Zoological Society of London (1989)
- Michael Faraday Award (1990)
- Nakayama Prize (1994)
- Humanist of the Year Award (1996)
- piąta edycja International Cosmos Prize (1997)
- Kistler Prize (2001)
- Medal of the Presidency of the Italian Republic (2001)
- Bicentennial Kelvin Medal of The Royal Philosophical Society of Glasgow (2002)
- Nagroda Szekspirowska od Alfred Toepfer Foundation z Hamburga w uznaniu za „rzeczowe i przystępne prezentowanie wiedzy naukowej” (2005)
- Lewis Thomas Prize for Writing about Science (2006)
- Galaxy British Book Awards Author of the Year Award (2007)[108], Deschner Prize, nazwanej na cześć Karlheinza Deschnera[109] oraz Nierenberg Prize for Science and the Public Interest (2009)[17].

W 2004 i w 2013 był na pierwszym miejscu listy 100 największych intelektualistów magazynów Prospect i Foreign Policy. W 2004 uzyskał dwukrotnie więcej głosów niż następna na liście Germaine Greer. W 2007 został wymieniony przez magazyn „Time” jako jeden ze 100 najbardziej wpływowych ludzi świata.
Zasiadał też w różnego rodzaju komisjach przyznających nagrody, m.in. Royal Society’s Faraday Award i British Academy Television Awards.
Od 2003 Atheist Alliance International w czasie corocznych konferencji w uznaniu za wyróżniający się wkład w popularyzację ateizmu przydziela tak zwaną Nagrodę Richarda Dawkinsa.
W 2004 Balliol College powołało Nagrodę Dawkinsa, przydzielaną za „wybitne badania w dziedzinie ekologii i zachowywania się zwierząt, których dobrobyt i przetrwanie mogą być zagrożone w wyniku działań człowieka”.
Imieniem Dawkinsa została nazwana planetoida (8331) Dawkins.

## Publikacje

### Książki

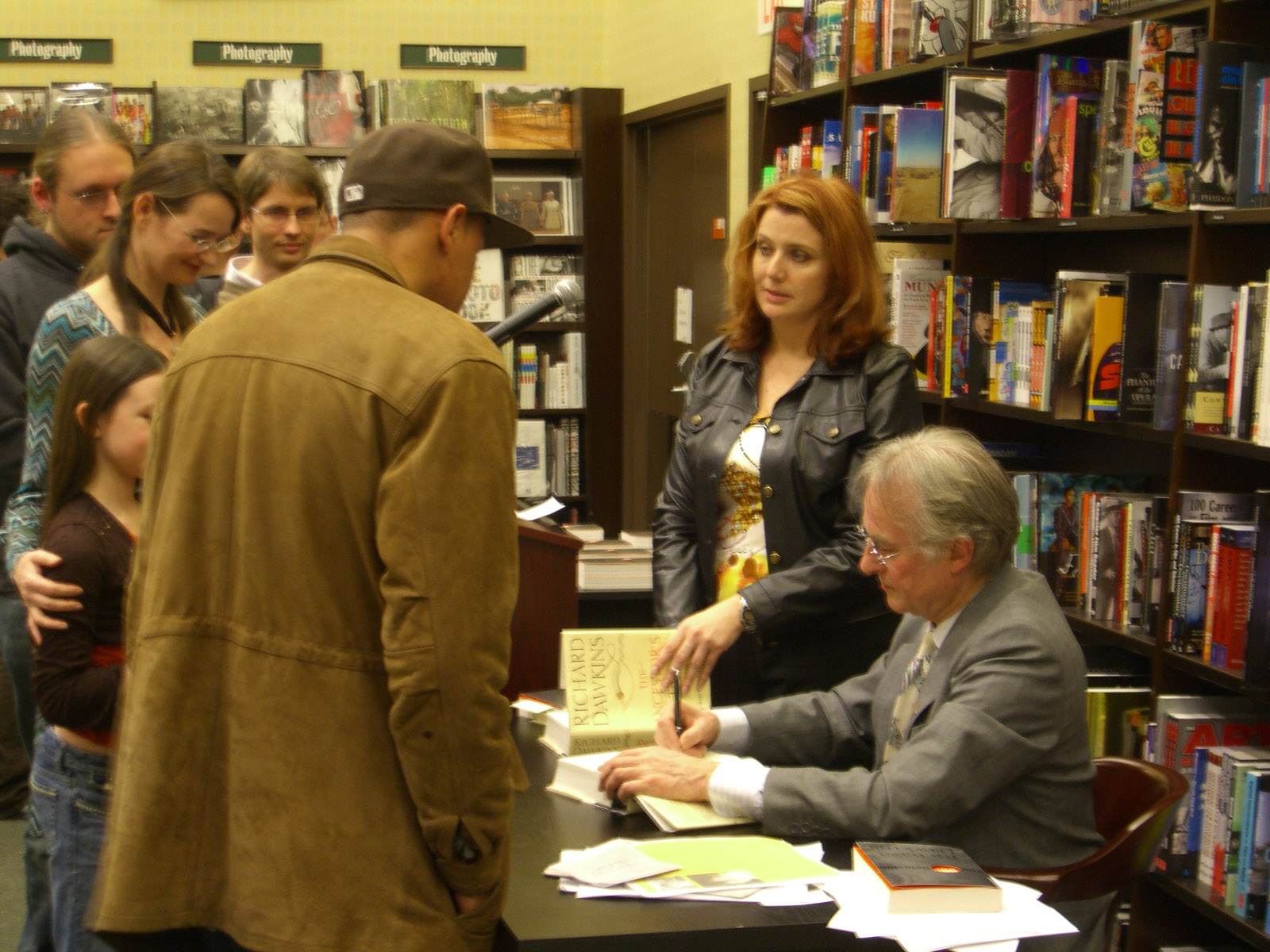
Dawkins podczas podpisywania książek w księgarni Barnes & Noble na dolnym Manhattanie, 14 marca 2008

#### Tłumaczenia na język polski
- Samolubny gen I wyd. 1996, Warszawa 2003, Prószyński i S-ka ISBN 83-7255-188-X (The Selfish Gene 1976, wyd. uzupełn. 1989)
- Fenotyp rozszerzony. Dalekosiężny gen, Warszawa 2007, Prószyński i S-ka, ISBN 978-83-7469-577-0 (The Extended Phenotype. The Long Reach of the Gene 1982)
- Ślepy zegarmistrz, czyli Jak ewolucja dowodzi, że świat nie został zaplanowany, wyd I Warszawa 1994, wyd. II 1997, PIW, ISBN 83-06-02596-2 (The Blind Watchmaker 1986)
- Rzeka genów. Darwinowski obraz życia wyd. I PIW 1995, wyd II popr Warszawa 2007, Wydawnictwo CiS, ISBN 978-83-85458-36-4 (River Out of Eden. The Darwinian View of Life 1995)
- Wspinaczka na szczyt nieprawdopodobieństwa, wyd. I 1998, Warszawa 2008, Prószyński i S-ka, ISBN 978-83-7469-632-6 (Climbing Mount Improbable 1996)
- Rozplatanie tęczy: Nauka, złudzenia i apetyt na cuda wyd. I 2001, Warszawa 2007, Prószyński i S-ka, ISBN 978-83-7469-579-4 (Unweaving the Rainbow. Science, Delusion and the Appetite for Wonder 1998)
- Bóg urojony, Warszawa 2007, Wydawnictwo CiS, ISBN 978-83-85458-28-9, s. 520 (The God Delusion 2006)
- Najwspanialsze widowisko świata. Świadectwa ewolucji, Warszawa 2010, Wydawnictwo CiS, ISBN 978-83-85458-39-5, s. 536 (The Greatest Show On Earth: The Evidence For Evolution 2009)
- Magia rzeczywistości. Skąd wiemy, co jest prawdziwe, Warszawa 2012, Wydawnictwo CiS, ISBN 978-83-61710-10-3, s. 272 (The Magic of Reality: How We Know What’s Really True 2011)
- Kapłan diabła. Opowieści o nadziei, kłamstwie, nauce i miłości, Wydawnictwo HELION S.A. 2014 ISBN 978-83-246-7262-2 (A Devil’s Chaplain. Reflections on Hope, Lies, Science and Love, 2003)
- Apetyt na cuda. Przepis na uczonego, Wydawnictwo CiS, Warszawa 2016, ISBN 978-83-61710-20-2 (An Appetite for Wonder: The Making of a Scientist. 2013)
- Światełko w mroku. Moje życie z nauką, Wydawnictwo CiS, Warszawa 2016, ISBN 978-83-61710-21-9 (Brief Candle in the Dark: My Life in Science, 2015)
- Opowieść przodka. Pielgrzymka do początków życia. Richard Dawkins & Yan Wong. Wydawnictwo W.A.B., Warszawa 2018, ISBN 978-83-280-3699-4 (The Ancestor's Tale. A Pilgrimage to the Dawn of Life, 2004)
- Wyrastając z Boga. Przewodnik dla początkujących. Wydawnictwo CiS, Stare Groszki 2019, ISBN 978-83-61710-35-6 (Outgrowing God. A Beginner's Guide, 2019)

### Wybrane eseje
- Wirusy Umysłu (online) (1991) – Religia jako wirus umysłu.
- The Real Romance in the Stars (1995) – Krytyczne spojrzenie na astrologię.
- The Emptiness of Theology. simonyi.ox.ac.uk. [zarchiwizowane z tego adresu (2008-08-04)]. (1998) – Krytyczne spojrzenie na teologię (polskie tłumaczenie eseju).
- Snake Oil and Holy Water (1999) – Argumenty Dawkinsa o braku zbieżności pomiędzy nauką a religią.
- Bin Laden’s Victory (2003) – sugestia w artykule The Guardian, że Osama bin Laden to prawdziwy zwycięzca wojny w Iraku.
- What Use is Religion?. secularhumanism.org. [zarchiwizowane z tego adresu (2006-10-08)]. (2004) – Dyskusja na temat religii i jej wartości.
- Race and Creation (2004) – O ewolucji ras.
- The giant tortoise’s tale, The turtle’s tale i The lava lizard’s tale (2005) – Seria trzech artykułów napisanych po wizycie na Wyspach Galapagos.
- Artykuły i komentarze Richarda Dawkinsa.. simonyi.ox.ac.uk. [zarchiwizowane z tego adresu (2008-08-04)].

### Wybrane filmy dokumentalne
- Nice Guys Finish First (1987)
- The Blind Watchmaker (1987)
- Growing Up in the Universe (1991)
- Break the Science Barrier (1996)
- Bóg, którego nie było (2005) – komentarz dodany do wersji DVD
- Atheism: A Rough History of Disbelief (2005) – wywiad
- The Atheism Tapes (2004) – wywiad
- Źródło wszelkiego zła? (The Root of All Evil?) (2006)
- Wrogowie rozsądku (Enemies of Reason) (2007)
- The Genius of Charles Darwin (2008)[119]

### Książki o Dawkinsie i o jego ideach
- Ed Sexton (2001) Dawkins and the Selfish Gene (ISBN 1-84046-238-8) – Krótkie streszczenie i obrona idei Dawkinsa
- Kim Sterelny (2001) Dawkins vs Gould: Survival of the Fittest (ISBN 1-84046-249-3) – Debata na temat teorii ewolucji pomiędzy Dawkinsem i Stephen Jay Gouldem.
- Alister McGrath (2005) Dawkins' God: Genes, Memes, and the Meaning of Life (ISBN 1-4051-2538-1), przekład polski: Bóg Dawkinsa: Geny, memy i sens życia. Kraków: Wydawnictwo Uniwersytetu Jagiellońskiego, 2008. ISBN 978-83-233-2448-5. Brak numerów stron w książce – Krytyka ataku Dawkinsa na religię.
- Alan Grafen & Mark Ridley (red.) (2006) Richard Dawkins. Ewolucja myślenia, przełożył Michał Lipa, EDITO, Gliwice 2008. ISBN 978-83-246-1356-4 (ang. Richard Dawkins: How a Scientist Changed the Way We Think ISBN 0-19-929116-0) – Antologia 25 esejów napisanych i zebranych w całość w celu uhonorowania dorobku Dawkinsa.
- Keith Ward (2006) Is Religion Dangerous? (ISBN 978-0-7459-5262-8) – Krytyka sugestii Dawkinsa, że religia wyrządza więcej złego niż dobrego.
- Alister McGrath (2007) The Dawkins Delusion? (ISBN 978-0-281-05927-0) – Krytyczna reakcja na książkę Bóg urojony.
- Paweł Bloch (2011) Urojony Bóg Richarda Dawkinsa (ISBN 978-83-932765-0-9) – Krytyka książki Bóg urojony.

### Wywiady
- Marcin Fabjański: Bóg, czyli wielkie zło (Wywiad z Richardem Dawkinsem), „Przekrój”, nr 24, 14 czerwca 2007